# Хенри Норис Расел
Хенри Норис Расел (енгл. Henry Norris Russell; Ојстер Беј, Њујорк, 25. октобар 1877 — Принстон, Њу Џерзи, Њу Џерзи, 18. фебруар 1957) је био амерички астроном, који је, заједно са Ејнаром Херцшпрунгом, развио Херцшпрунг-Раселов дијаграм (1910). Године 1923, у раду са Фредериком Сондерсом, развио је Расел-Сондерсово упарење, познато и као LS упарење.

## Биографија
Расел је рођен 1877. године у Ојстер Беју, Њујорк. Студирао је астрономију на Универзитету Принстон, где је дипломирао 1897. године, а докторирао 1899, под менторством Чарлса Огастеса Јанга. Између 1903. и 1905. године, радио је у Опсерваторији у Кембриџу са Артуром Робертом Хинксом као помоћник истраживача Карнегијеве институције и дошао је под велики утицај Џорџа Дарвина.
Вратио се у Принстон да би постао инструктор астрономије (1905–1908), асистент (1908–1911), професор (1911–1927) и професор истраживач (1927–1947). Такође је био директор Опсерваторије Универзитета Принстон од 1912. до 1947. године. Умро је у Принстону, Њу Џерзи 1957, у 79. години
Новембра 1908. године, Расел се оженио са Луси Меј Кол. Имали су четворо деце. Њихова најмлађа ћерка, Маргарет, удала се за астронома Франка К. Едмондсона 1930-их година.

## Објављена дела
Расел је био коаутор утицајног двотомног уџбеника 1927. године са Рејмондом Смитом Дуганом и Џоном Квинсијем Стјуартом: Астрономија: Ревизија Јанговог приручника за астрономију (енгл. Astronomy: A Revision of Young’s Manual of Astronomy; Ginn & Co., Бостон, 1926–27, 1938, 1945). Ово је постао стандардни астрономски уџбеник у наредне две деценије. Постојала су два тома: Соларни систем (The Solar System) и Астрофизика и астрономија звезда (Astrophysics and Stellar Astronomy). Уџбеник је популаризовао идеју да су својства звезда (пречник, површинска температура, луминозитет, итд) увелико предодређена масом и хемијским саставом, што је постало познато као Вогт-Раселова теорема (која укључује Хајнриха Вогта, који је независно открио ту везу). С обзиром да се хемијски састав звезде постепено мења са старошћу (обично на нехомоген начин), последица је еволуција звезда.

## Награде и признања
- Члан Америчке акадамије уметности и наука (1921)[4]
- Златна медаља Краљевског астрономског друштва (1921)[5]
- Медаља Хенрија Дрејпера од Националне академије наука (1922)[6]
- Брусова медаља (1925)[7]
- Рамфордова награда (1925)[8]
- Франклинова медаља (1934)
- Страни члан Краљевског друштва (1937)

### Биографије
- Деворкин, Дејвид Х. (2000). Хенри Норис Расел: Декан америчких астронома. Princeton University Press. стр. 528pages. ISBN 978-0-691-04918-2.

### Умрлице
- 118 (1958) 311
- 77 (1957) 67
- 69 (1957) 223